# Nassi (géologie)

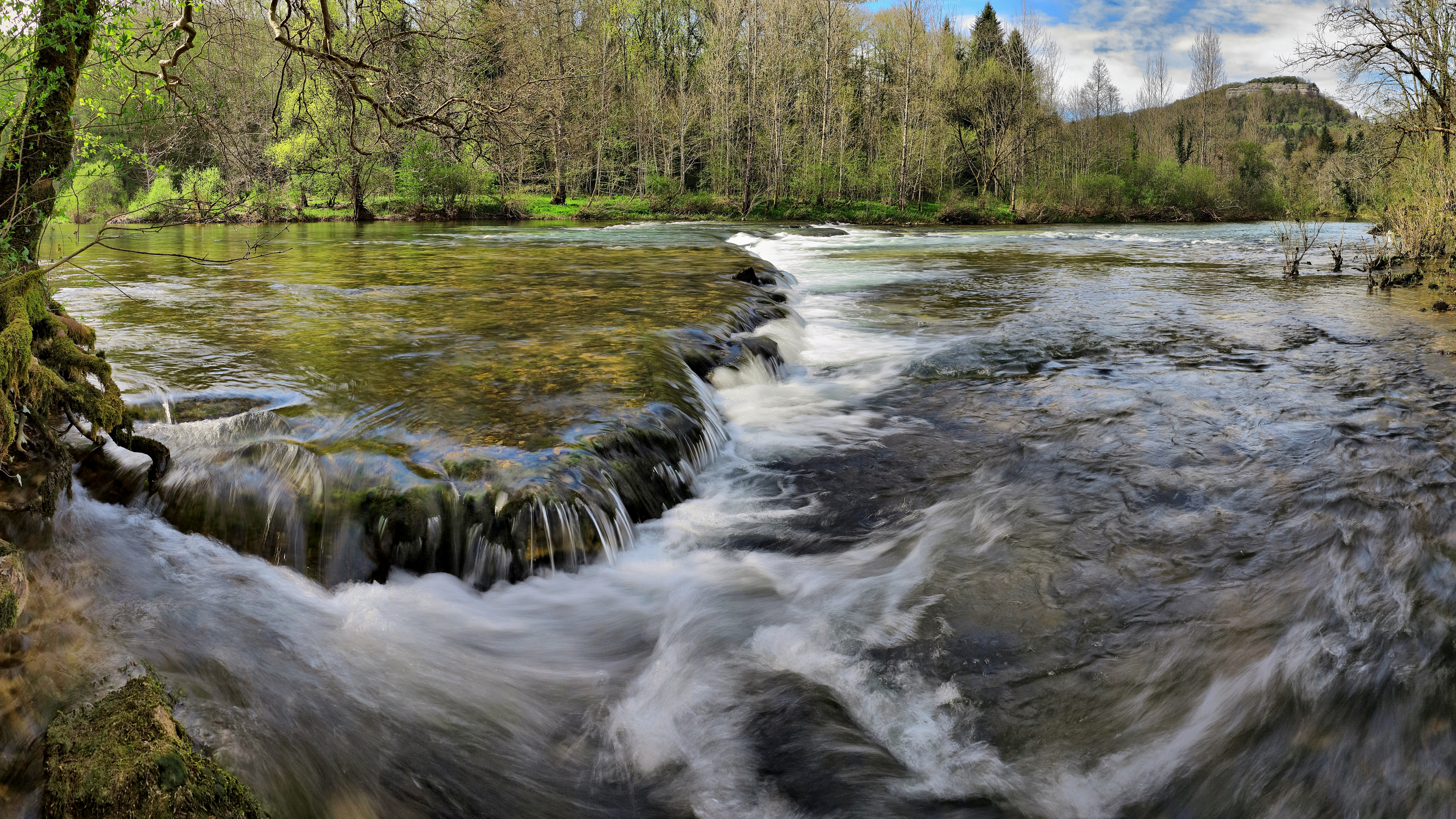
Nassi sur la Loue en aval de Cléron.

Un nassi désigne, principalement en région française de Franche-Comté mais aussi en Quercy, un petit barrage naturel de travertin formant un seuil en travers des rivières issues de sources karstiques dont l'eau est chargée de calcaire dissous. L'eau de la rivière les franchit en formant des cascatelles.
Les nassis se sont généralement édifiés sur les ruptures de pente du lit, liées aux bancs rocheux. Lorsque plusieurs nassis se succèdent de manière rapprochée, ils délimitent des cuvettes d'eau profonde appelées gours.

## Dénomination
Quand un site est  touristique, le mot "tuf" est  souvent employé sur les panneaux, les guides…, en lieu et place du terme géologique "travertin".  Les sites présentant de grosses accumulations de tuf sont appelés tufières (ou tuffières). Toutefois, comme  "tuf" (qui signifiait il y a quelques siècles "roche vacuolaire") est aussi employé à propos de roches volcaniques, le mot travertin, qui évite toute ambiguïté, lui est préférable.

## Principales caractéristiques
Les nassis sont constitués de dépôts carbonatés (travertin) qui forment des barrages naturels de quelques centimètres à décimètres de hauteur. Ils sont formés par l’induration de sables, graviers, galets ou blocs dans un ciment calcaire précipité. 
Une fois constitués, les nassis ne peuvent que croître en hauteur et en épaisseur. En effet, la précipitation des carbonates est accélérée sur la crête et le flanc du nassi car l'eau y coule plus vite qu'ailleurs du fait de la faible épaisseur de la tranche d'eau. Le dégazage physique y est donc plus important et la précipitation plus intense. En outre la présence d'unicellulaires photosynthétiques, d'hépatiques et de mousses qui croissent sur le nassi, favorise aussi l'absorption du calcaire.

## Principales rivières de Franche-Comté avec nassis
- La Brême
- La Cuisance
- Le Cusancin
- Le Dard
- Le Lison
- La Loue
- Le Sesserant

## Galerie

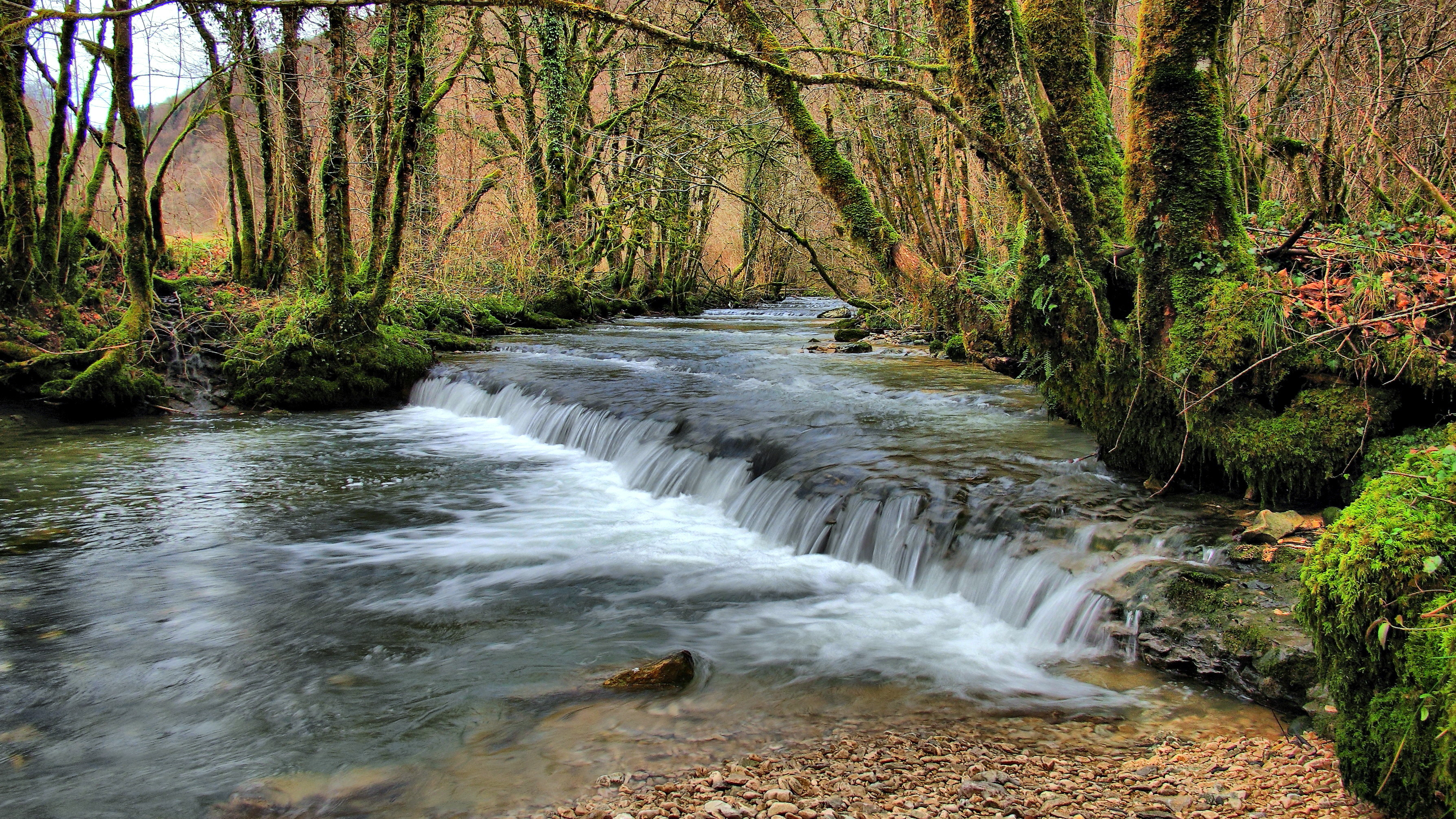
Nassi sur la Brême à Bonnevaux-le-Prieuré.
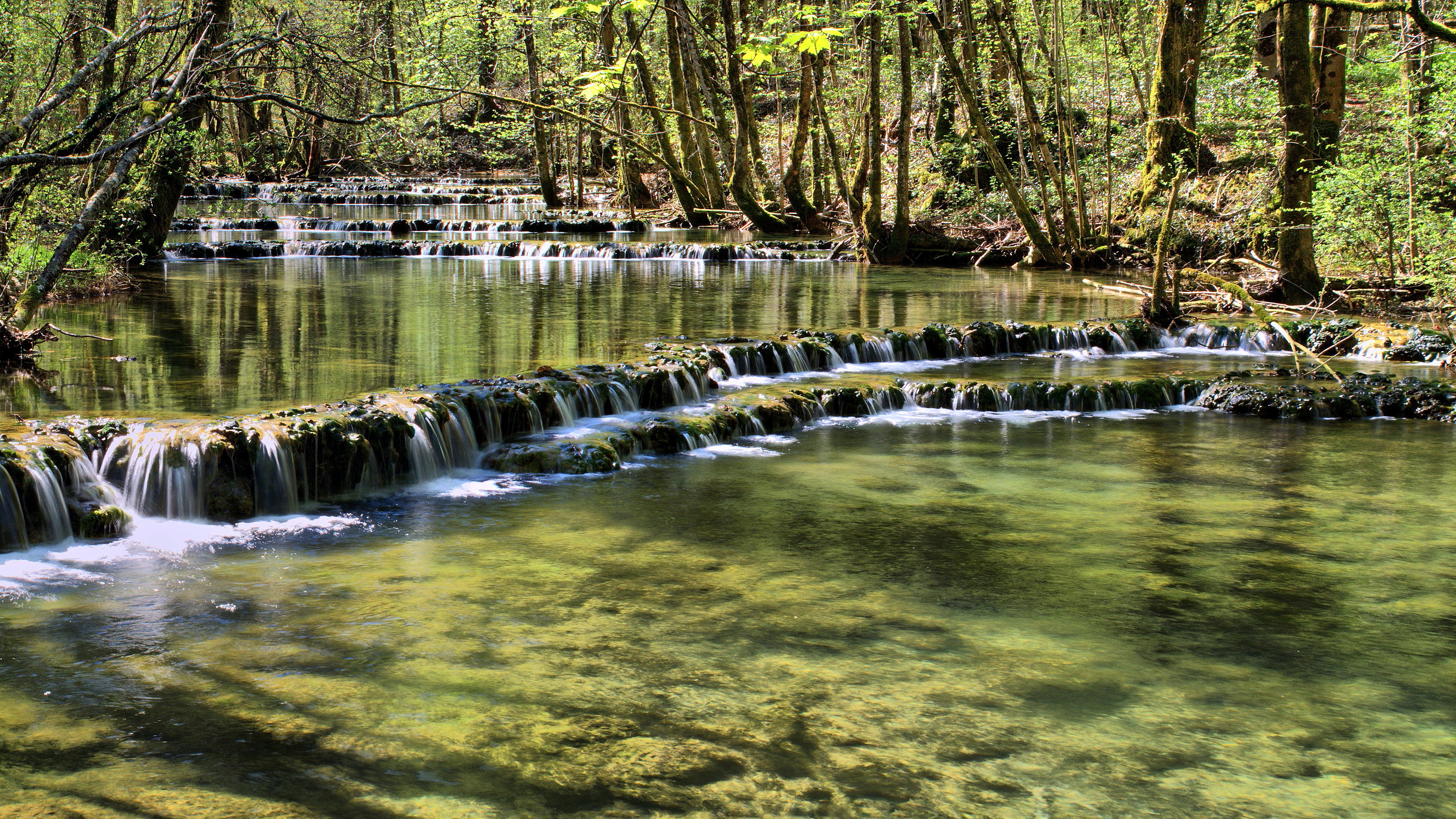
Série de nassis sur la Cuisance en amont de la cascade des Tufs.
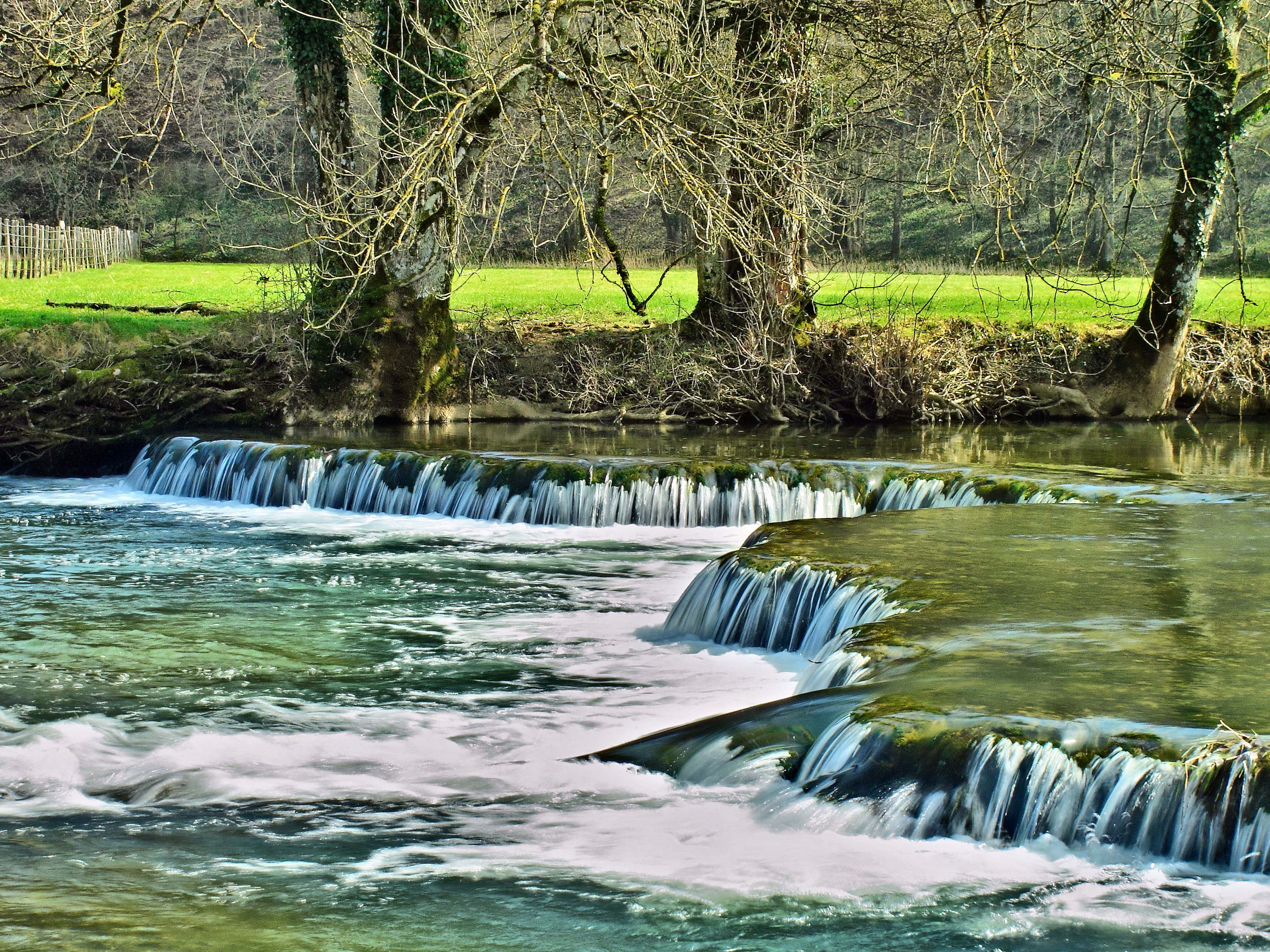
Nassi sur le Cusancin en aval de Pont-les-Moulins.
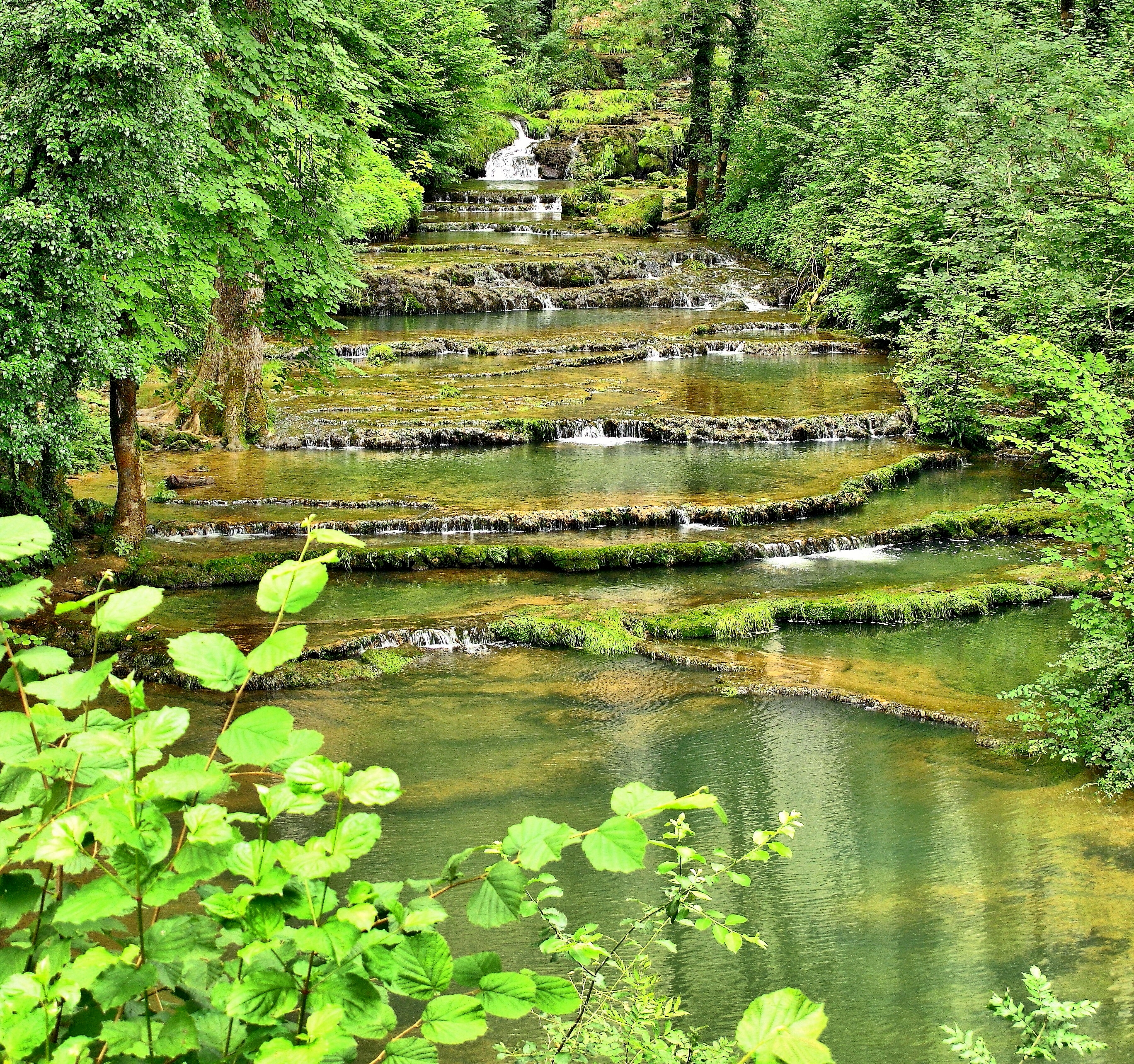
Nassis sur le Dard au-dessus de la cascade de Baume-les-Messieurs.

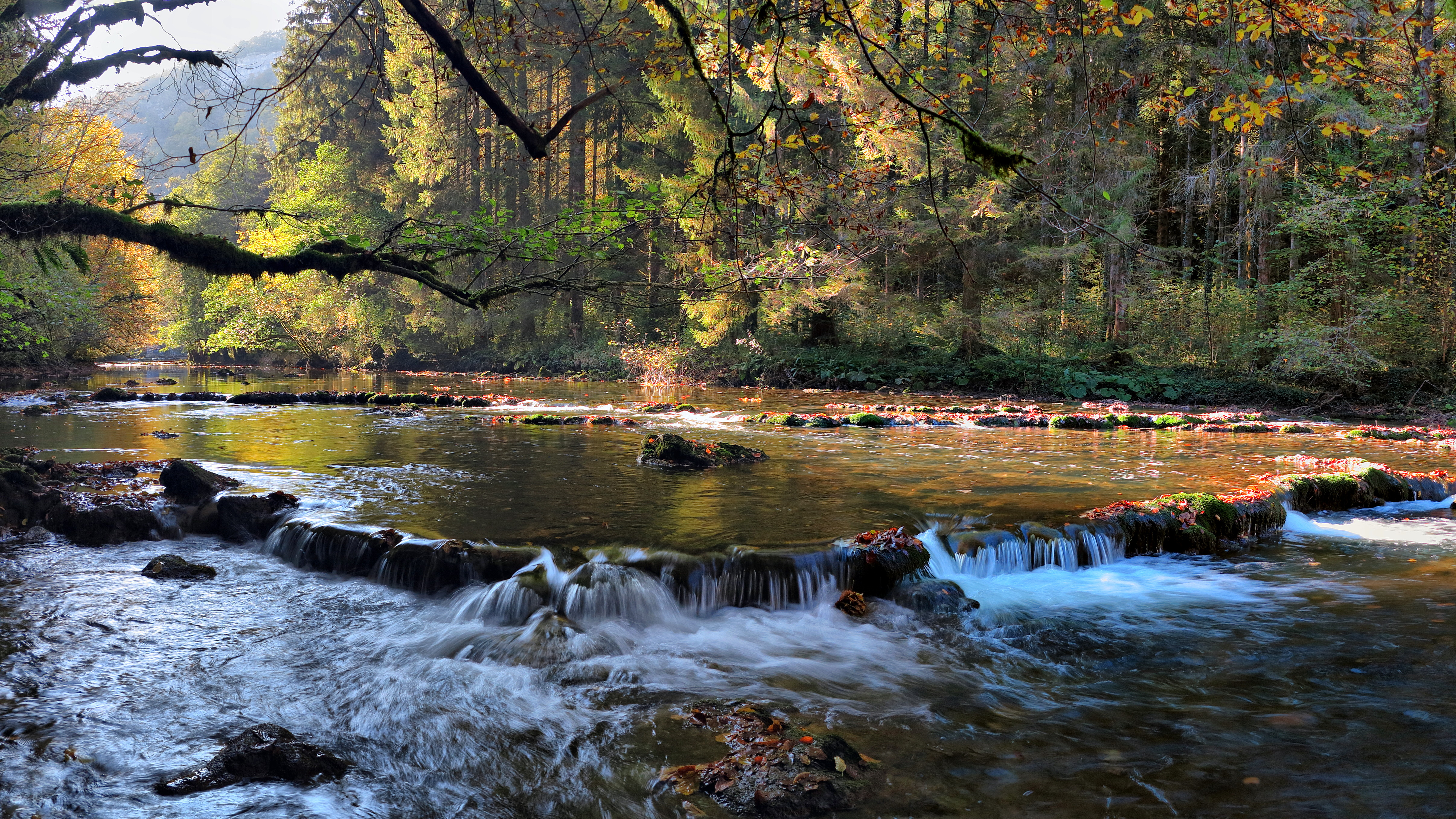
Nassi sur le Lison en amont de Chiprey.
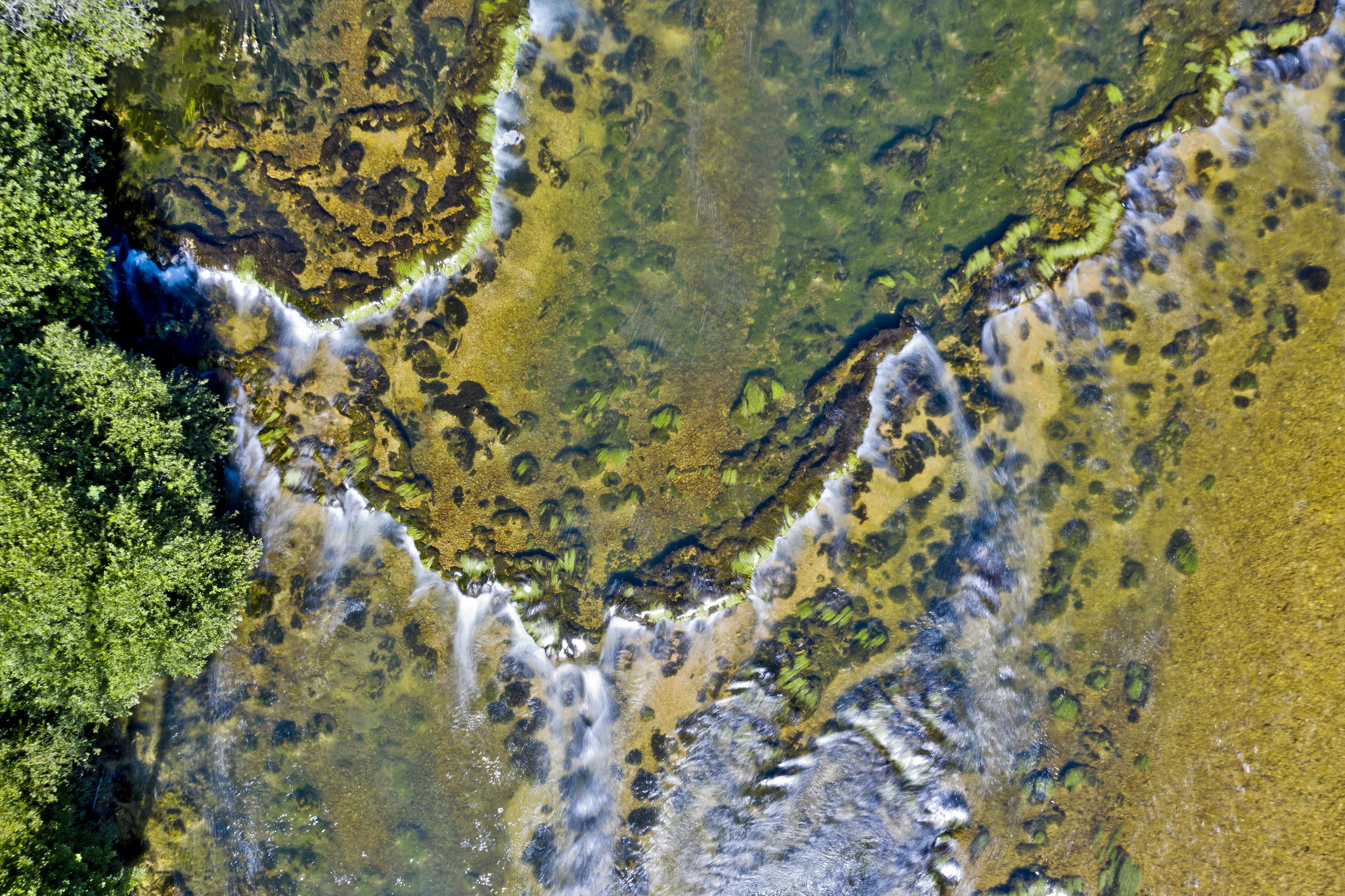
Nassis sur la Loue vus de dessus à Lizine.
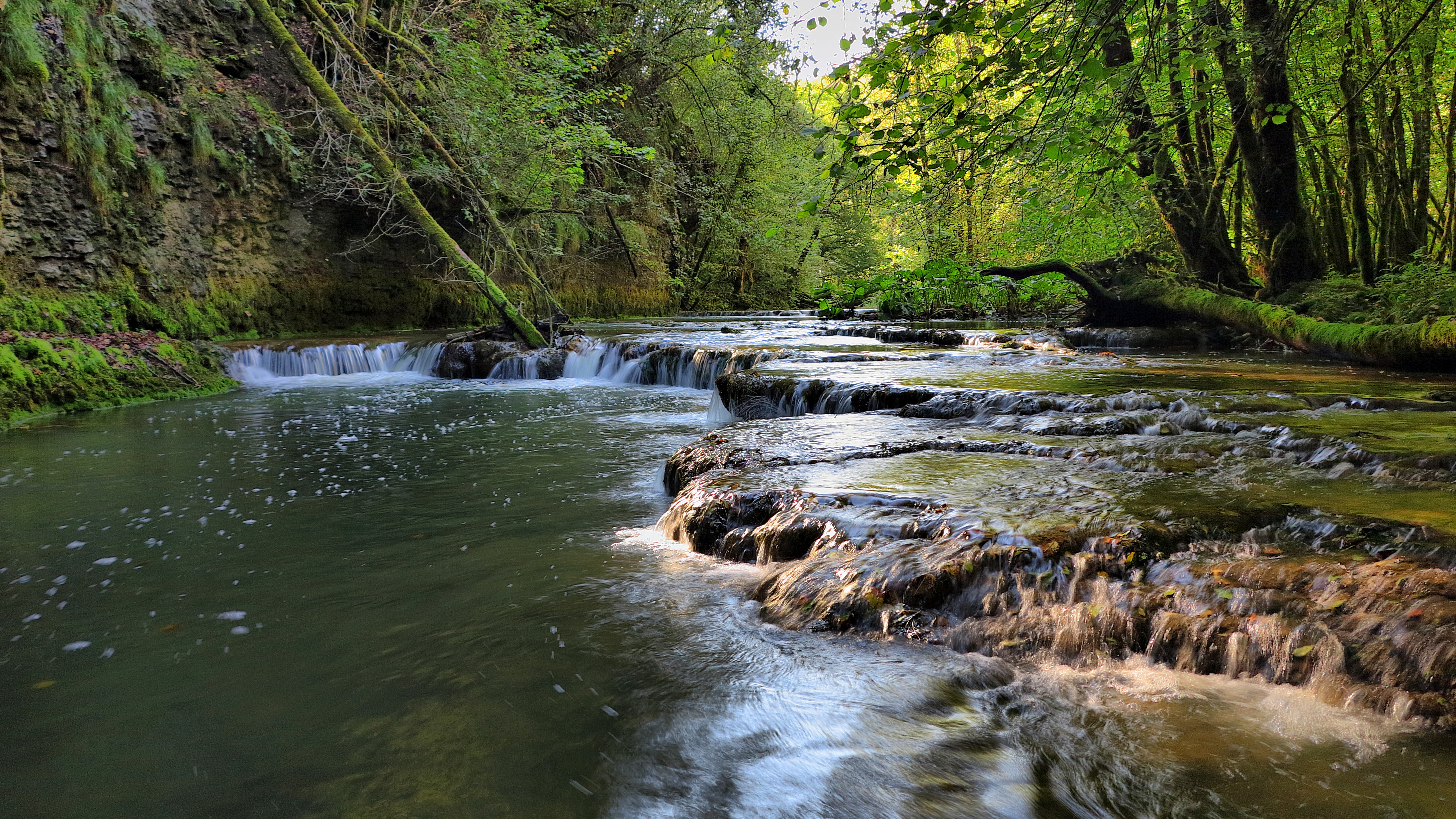
Nassi sur le Sesserant en amont de Pont-les-Moulins.

## Protection
Une étude menée par le conservatoire botanique de Franche-Comté a mis en évidence l'intérêt de protéger les nassis contre les dégradations (canoë, baignade…) afin de maintenir les communautés de bryophytes.

## Aménagement historique
En fonction de leurs configurations, certains nassis ont été aménagés pour alimenter des moulins. On trouve encore deux exemples sur la Loue :
- Le moulin du château de Buillon
- Le moulin de Chenecey

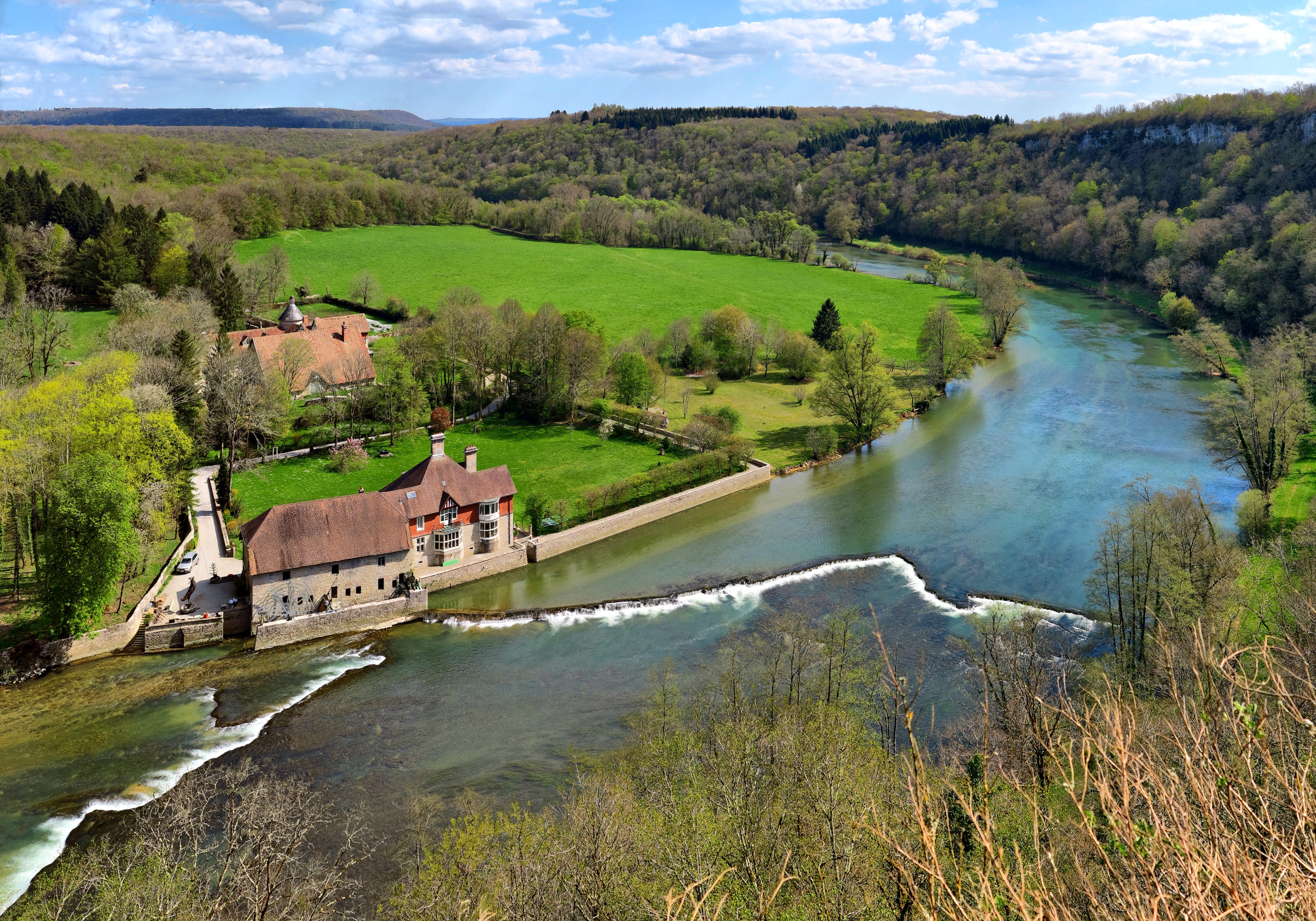
Le moulin du château de Buillon vu depuis le belvédère de Courcelles.
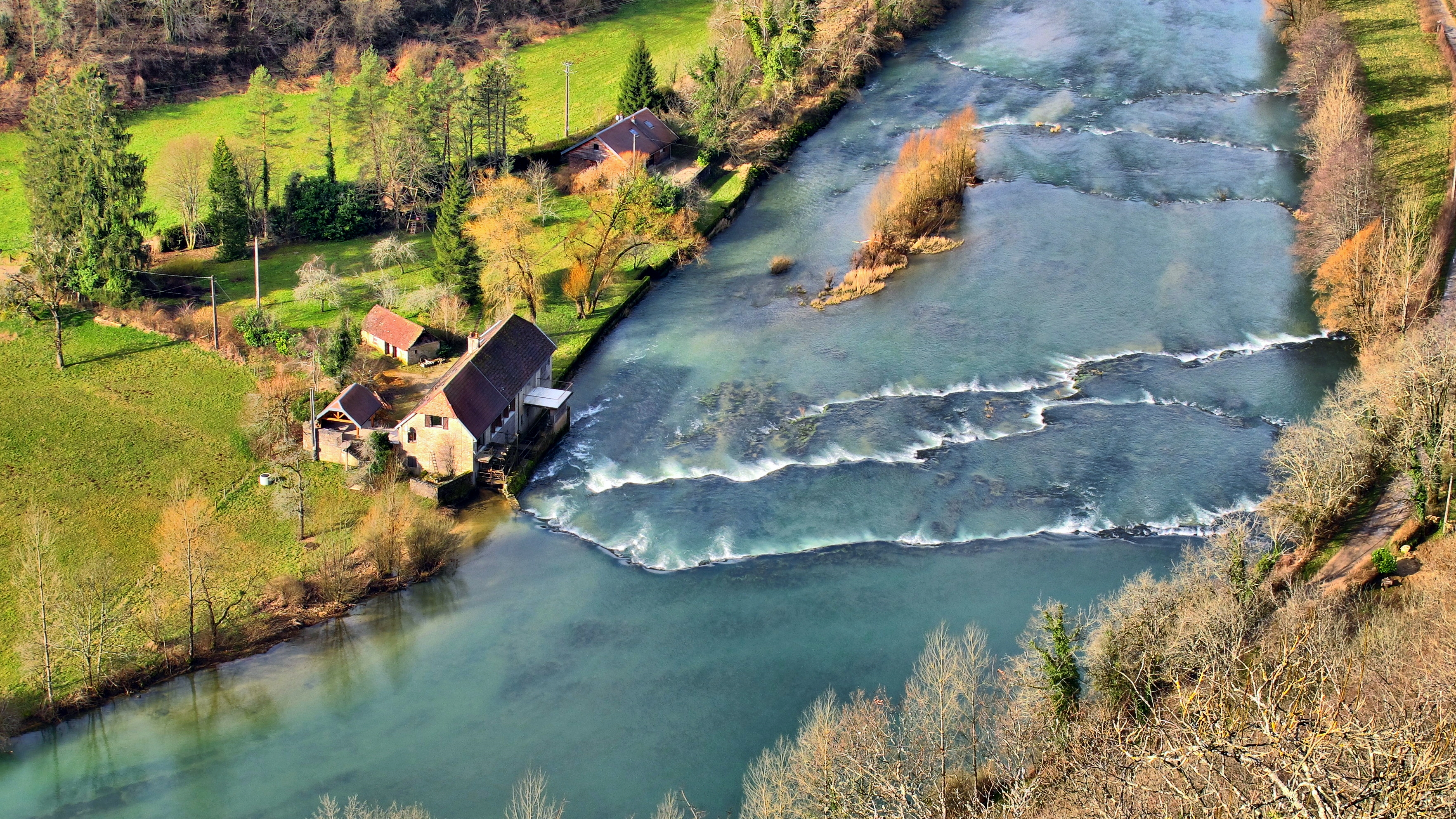
Le moulin de Chenecey vu depuis le belvédère du Grand Méandre.